# Israël op het Eurovisiesongfestival 1995
Israël deed mee aan het Eurovisiesongfestival 1995 met het lied "Amen" gezongen door Liora. De groep eindigde in het Ierse Dublin op de 8ste plaats met 81 punten.

## Kdam Eurovision 1995
De Israëlische zender IBA hield onder de gebruikelijke naam Kdam een nationale finale om de Israëlische inzending voor het Eurovisiesongfestival 1995 aan te wijzen. Kdam vond plaats in de IBA TV Studios in Jeruzalem, de show werd gepresenteerd door Avni . Er deden 13 artiesten mee en de winnaar werd gekozen door een jury.
| Startplaats | Artiest                 | Lied                   | Punten | Plaats |
| ----------- | ----------------------- | ---------------------- | ------ | ------ |
| 1           | Eli Luzon               | Mal'ahi hakatan        | 46     | 4      |
| 2           | Tali Koren              | Kmo brigitte           | 6      | 11     |
| 3           | Limor Azaria-Tvito      | Kesef                  | 4      | 13     |
| 4           | Lea Lupatin & Ofer Levi | Ha'aretz hamuvtachat   | 53     | 3      |
| 5           | Si Heiman               | Batelevizya halaila    | 45     | 5      |
| 6           | Dana International      | Laila tov Eropa        | 67     | 2      |
| 7           | Haya Samir              | El hage'ula            | 31     | 6      |
| 8           | Ya'akov Nave            | Nashkini na            | 5      | 12     |
| 9           | Yulia                   | Tfilia                 | 20     | 8      |
| 10          | Bnot Ya'akov            | Ahvat David            | 27     | 7      |
| 1           | Loria                   | "Amen"                 | 82     | 1      |
| 12          | Shalva Berti            | Halevai alecha ve'alai | 13     | 9      |
| 13          | Avi Eylot               | Rachok mehabayit       | 7      | 10     |

## In Dublin
In Ierland trad Israël als eenentwintigste van 23 landen aan, na Slovenië en voor Malta. Het land behaalde een 8ste plaats, met 81 punten.
Men ontving 1 keer het maximum van de punten.
België gaf 4 punten aan deze inzending en Nederland nam niet deel in 1995.

### Gekregen punten

#### Finale
| 12 punten             | 10 punten              | 8 punten           | 7 punten                | 6 punten     |
| --------------------- | ---------------------- | ------------------ | ----------------------- | ------------ |
| - Verenigd Koninkrijk | - Duitsland - Slovenië | - Cyprus - Rusland | - Bosnië en Herzegovina | - Oostenrijk |
| 5 punten              | 4 punten               | 3 punten           | 2 punten                | 1 punt       |
| - Hongarije - Malta   | - België - Kroatië     |                    | - Zweden                |              |

### Punten gegeven door Israël

#### Finale
Punten gegeven in de finale:
| 12 punten | Spanje              |
| 10 punten | Noorwegen           |
| 8 punten  | Griekenland         |
| 7 punten  | Frankrijk           |
| 6 punten  | Cyprus              |
| 5 punten  | Verenigd Koninkrijk |
| 4 punten  | Kroatië             |
| 3 punten  | Slovenië            |
| 2 punten  | Oostenrijk          |
| 1 punt    | Zweden              |

1973 · 1974 · 1975 · 1976 · 1977 · 1978 · 1979 · 1980 · 1981 · 1982 · 1983 · 1984 · 1985 · 1986 · 1987 · 1988 · 1989 · 1990 · 1991 · 1992 · 1993 · 1994 · 1995 · 1996-1997 · 1998 · 1999 · 2000 · 2001 · 2002 · 2003 · 2004 · 2005 · 2006 · 2007 · 2008 · 2009 · 2010 · 2011 · 2012 · 2013 · 2014 · 2015 · 2016 · 2017 · 2018 · 2019 · 2020 · 2021 · 2022 · 2023 · 2024 · 2025